# Zheleznyakov (1925)
El destructor Zheleznyakov (en ruso: Железняков) fue uno de los ocho destructores de la clase Fidonisy construidos para la Armada Imperial Rusa durante la Primera Guerra Mundial. Originalmente fue nombrado Korfu (Корфу) antes de ser rebautizado como Petrovsky (Петровский) en 1925 y, finalmente, ser renombrado como Zheleznyakov (Железняков) en 1939.

## Diseño y desarrollo
Las naves de la clase Fidonisy fueron diseñadas como una versión mejorada de la clase Derzky con un cañón adicional de 102 milímetros. El Korfu desplazaba 1.347 toneladas normales y 1.610 toneladas a plena carga con una eslora de 92,51 metros, una manga de 9,05 metros y un calado de 3,2 metros a plena carga. Era propulsado por dos turbinas de vapor Parsons, cada una impulsando una hélice, diseñada para producir un total de 29.000 caballos de fuerza en el eje (22.000 kW) utilizando vapor de cinco calderas Thorneycroft de 3 tambores para una velocidad máxima prevista de 33 nudos (61 km/h). Durante sus pruebas en el mar, el barco alcanzó una velocidad de 30,9 nudos (57,2 km/h). El Korfu llevaba suficiente aceite combustible para darle un alcance de 2050 millas náuticas (3800 km) a 19 nudos (35 km/h). Su tripulación ascendía a 136 oficiales y marineros.
Los barcos de la clase Fidonisy montaban un armamento principal de cuatro cañones Obukhov Patrón 1911 de 102 mm, uno en el castillo de proa y tres en la popa; uno de estos últimos cañones superó los otros dos. La defensa antiaérea para el Korfu y el resto de buques de la clase Fidonisy, que se completaron después de la guerra, corría a cargo de un solo cañón AA Lender de 76,2 milímetros en la popa, un cañón Maxim de 37 milímetros y cuatro Ametralladoras M-1 AA de 7,62 milímetros. Los destructores montaban cuatro tubos lanzatorpedos triples de 450 milímetros en medio del barco con dos torpedos de recarga y podían transportar 80 minas navales M1908. También estaban equipados con un telémetro Barr and Stroud y dos reflectores de 60 centímetros.

## Historial de combate

### Construcción
Alistado en la lista de barcos de la Flota del Mar Negro el 2 de julio de 1915. El procesamiento de metales para el destructor se inició en el taller de cascos de la planta de Russud en Nikolaev el 23 de junio de 1915. Colocado la quilla en la grada el 23 de mayo de 1916, fue botado el 10 de octubre de 1917. El 17 de marzo de 1918, el barco aún inacabado (el casco estaba completo al 100% pero los mecanismos estaban incompletos) fue capturado por las tropas alemanas, luego pasó a ser propiedad de las tropas ucranianas, el Ejército Rojo y las Fuerzas Armadas del Sur de Rusia, pero no se completó durante este período. Los trabajos para completar el barco no comenzaron hasta noviembre de 1923, a finales de 1924 se completó totalmente.    
El 5 de febrero de 1925, el Corfú recibió un nuevo nombre, Petrovsky. El 10 de marzo, el destructor se presentó para pruebas en el astillero y, a partir del 25 de abril, para pruebas de mar oficiales. Durante las pruebas, se reveló la falta de fiabilidad de la ametralladora antiaérea de 37 mm adicionalmente instalada del sistema Maxim: después de los primeros tres disparos daba fallos continuos, por lo que fue reemplazada, a finales de la década de 1920, por un segundo cañón. Después de inspeccionar los mecanismos y eliminar los defectos con una salida de control al mar el 10 de junio de 1925, se izó la bandera naval soviética en el barco, tras lo cual el Petrovsky fue dado de alta definitivamente en la Armada Soviética y asignado a la Flota del Mar Negro. 
Entre septiembre y octubre de 1925, el Petrovsky realizó una visita a Estambul (Turquía) y Nápoles (Italia), en septiembre de 1928 regreso en visita oficial a Estambul. Desde el 5 de septiembre de 1930 hasta el 7 de julio de 1932, el destructor se sometió a una importante revisión, durante la cual se instalaron en el barco los mecanismos principales y auxiliares del destructor Hajibey. En octubre-noviembre de 1933, el Petrovsky realizó una importante travesía marítima durante la que visitó los puertos de Estambul, El Pireo y Mesina, y el 25 de junio de 1939 pasó a llamarse Zheleznyakov  (en honor al héroe de la Guerra civil rusa Anatoli Jelezniakov).

### Segunda Guerra Mundial
Al comienzo de la Segunda Guerra Mundial, el destructor formaba parte del 1er Batallón de destructores y se encontraba en reparación en el Astillero Sevmorzavod de Sebastopol (enero-octubre de 1941).
Como parte del escuadrón de apoyo de fuego el Zheleznyakov participó en el sitio de Odesa y, posteriormente en el de Sebastopol (principios de noviembre). A mediados de diciembre, el destructor fue trasladado a Novorossiysk. Del 28 al 29 de diciembre participó en el fallido desembarco en Feodosia proporcionando fuego de cobertura, también participó, el 25 de enero de 1942, en el desembarco en Sudak, y del 3 al 4 de febrero de 1942 en el desembarco en Eupatoria, todos esos desembarcos constituyen parte de la batalla del estrecho de Kerch, un costoso y fallido intento de levantar el sitio de Sebastopol y expulsar completamente a los alemanes de la península de Crimea.
Después de que las tropas soviéticas abandonaran Sebastopol el Zheleznyakov participó en la defensa de la costa del Cáucaso. El 4 de febrero de 1943 tomó parte en el desembarco en el área de Stanichka-Yuzhnaya Ozereyka. Defendió el Cáucaso, tuvo un papel activo en el bombardeo de Anapa. El 5 de noviembre de 1944 regresó a Sebastopol como parte de un escuadrón de la Flota del Mar Negro.
El 8 de julio de 1945, el destructor recibió la Orden de la Bandera Roja.

### Posguerra

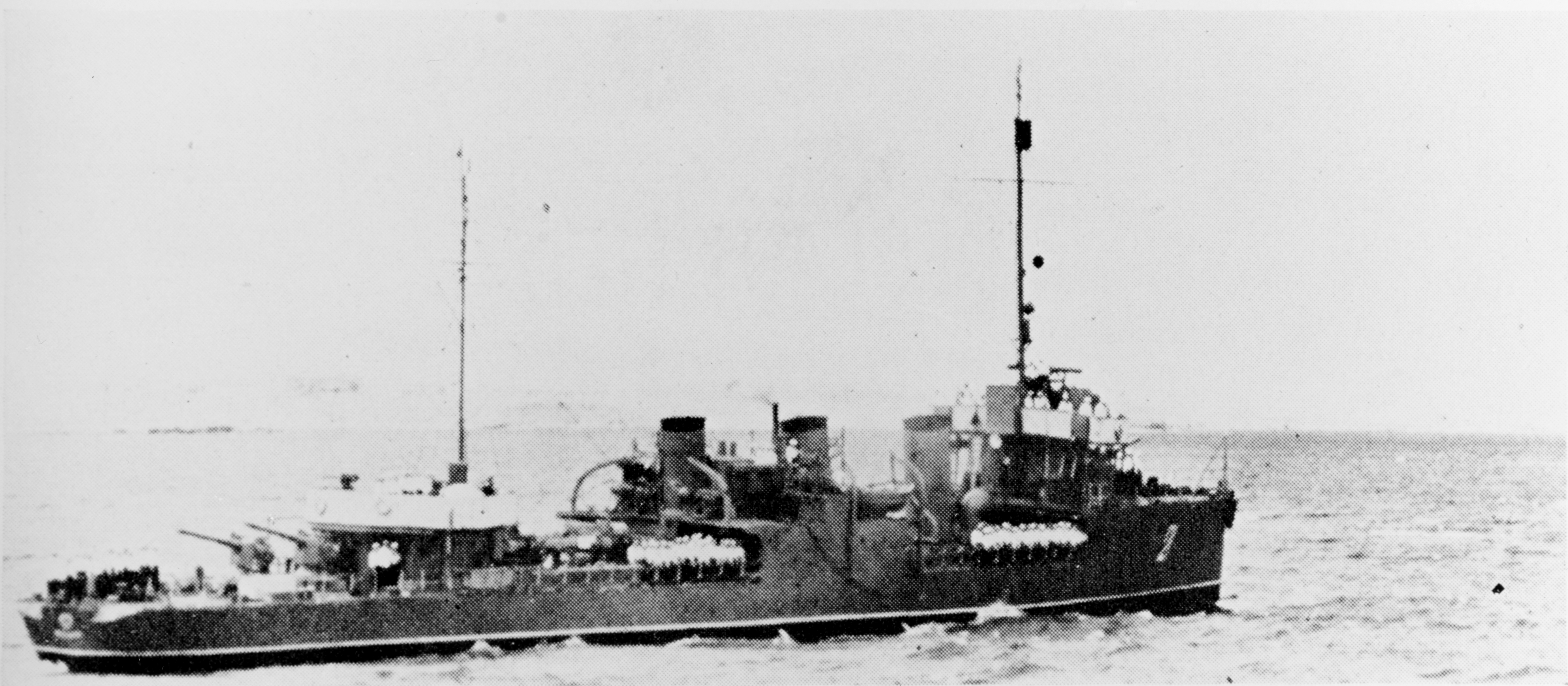
Destructor Zheleznyakov en 1946

El 18 de diciembre de 1947, el barco fue entregado por la Unión Soviética a la Armada búlgara después de la visita del primer ministro Georgy Dimitrov a Moscú. El barco se utilizó como escuela de entrenamiento para la flota en rápido crecimiento y, ocasionalmente, para el servicio de patrulla. El primer comandante fue el capitán Hristo Kukenski. Debido al uso de combustible de baja calidad, se produjo un incendio en el barco. El Zheleznyakov fue remolcado a Varna, donde se hicieron las reparaciones oportunas. Dado que la parte submarina del barco fue ampliada y debido a la escasa calificación de la tripulación búlgara, la velocidad máxima se redujo a 15 nudos. El destructor se vio obligado a someterse a reparaciones en el muelle de Sebastopol, después de lo cual continuó sirviendo en la Armada búlgara.
El 15 de septiembre de 1949, el barco fue excluido de las listas de barcos de la Armada búlgara y después de regresar a la Armada de la URSS fue enviado a Sebastopol para reparar calderas. El 8 de abril de 1953, el destructor fue dado de baja, desarmado y reorganizado en el cuartel flotante PKZ-62. El 10 de julio de 1956 el PKZ-62 fue excluido de la lista de buques de guerra y finalmente fue desguazado en 1957 en el puerto soviético de Poti.

## Comandantes
- I.S Isakov. (noviembre de 1924 - septiembre de 1925);
- N.S Sobetsky. (desde septiembre de 1925);
- K.V Shikonov. (1933);
- Lev Vladímirski (abril de 1935 - octubre de 1936);[7]
- K.D Sukhiashvili. (1937);
- Teniente Comandante V.S Shishkanov (22 de junio de 1941 - octubre de 1942);
- Capitán de Tercer Rango I.A. Chvertkin (octubre de 1942 - abril de 1944);
- Capitán de Tercer Rango G.P Kokka (hasta el 9 de mayo de 1945 inclusive);[7]
- Capitán de Tercer Rango S.N Reshetov. (abril de 1952 - abril de 1953)